# 赫克塞格里塔峰
73°31′S 3°48′W / 73.517°S 3.800°W
赫克塞格里塔峰是南極洲的山峰，位於東部南極洲的毛德皇后地，屬於基爾萬海崖的一部分，該山峰由挪威的製圖師根據測量和空中照片繪入地圖，現時受南極條約體系管理。